# Бизи
Усадьба Бизи (фр. Château de Bizy) — дворцово-парковый комплекс (шато) во французской коммуне Вернон, в департаменте Эр административного региона Верхняя Нормандия. Входит в список французских королевских резиденций.

## История
Ленное владение Бизи, в Средние века принадлежавшее семье де Блару, в XIV веке перешло во владение семьи Жюбер.
В 1675 году Мишель-Андре Жюбер де Бувиль, государственный советник и интендант Орлеана, добился возведения своей сеньории в ранг маркизатства и начал здесь строительство первой усадьбы, имевшей вытянутую форму и покрытую кровельным сланцем. Строение по бокам было фланкировано двумя более высокими павильонами, а перед ним выстроили два подъезда. Комплекс в плане напоминал подкову.
В 1721 году во владение имением вступил герцог де Бель-Иль (1684—1761), внук опального министра Фуке, которому графство Жизор, с землями Лез-Андели и Вернон, досталось от короля в обмен на остров Бель-Иль.
Получив звание маршала Франции в 1741 году, герцог расширил имение и начал в Бизи крупное строительство, после чего Бизи стали называть «нормандским Версалем». Он создал полукруглый террасный передний двор, проложил проспект avenue des Capucins, связавший усадьбу с рекой Сеной, устроил «маленький парк» и «охотничий парк».
57-летний герцог, вдохновлённый Версальским дворцом, задумал перестроить замок и по его заказу архитектор Пьер Контан д’Иври в период между 1741 и 1743 годами построил внешний двор с конюшнями, рассчитанными на 60 лошадей, по подобию версальских, а также фигурный бассейн для мытья лошадей.
21 сентября 1749 года маршала посетил король Людовик XV вместе с мадам Помпадур.

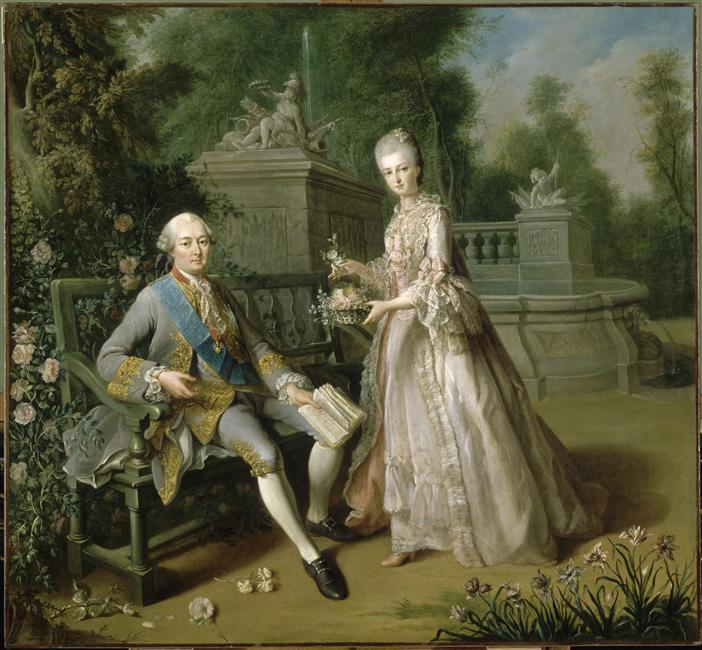
Герцог де Пентьевр и его дочь, герцогиня Орлеанская (коллекция Версаля)

После смерти герцога в 1761 году имение Бизи, как и всё графство Жизор, вернулось королю, который спустя год, в 1762 году, передал его графу д’Э (1701—1775) в обмен на суверенное княжество Домб. Граф был внуком «короля-солнца» по линии узаконенных бастардов. 60-летний граф имел средства на содержание сада в Бизи, но был недостаточно богат для нового строительства. Он скончался в 1775 году не имея потомства, и завещал имение Бизи своему кузену герцогу де Пентьевр, сыну графа Тулузского, младшего из узаконенных сыновей короля Людовика XIV и мадам Монтеспан, который был самым крупным землевладельцем во Франции той эпохи, после короля.
Начиная с 1783 года герцог часто посещал Бизи с короткими визитами, а с 1792 года имение стало его излюбленной резиденцией, где он и поселился вместе со своей дочерью герцогиней Орлеанской, супруг которой Филипп Эгалите в тот год избрался в Национальный конвент. Год спустя герцог де Пентьевр скончался в своей постели в имении Бизи. Он пользовался высоким уважением среди местного населения и прежних вассалов.
Шато Бизи в 1797 году было конфисковано как национальное имущество и продано на торгах скупщикам, которые разрушили главный корпус для перепродажи строительных материалов.
В 1805 году имение купил генерал Le Suire; он распорядился построить «загородный дом», более скромное жилище, в северо-восточной части имения.
В 1817 году герцогиня Орлеанская выкупила своё имущество, утраченное в годы Французской революции, в том числе и шато Бизи. Она скончалась в 1821 году и Бизи унаследовал её сын, будущий король Луи-Филипп I. Он восстановил прежние постройки, добавил два крыла, устроил пейзажный парк и высадил множество деревьев. Он часто посещал замок Бизи, иногда пользуясь железной дорогой, ветку которой ввели в эксплуатацию в Верноне в 1843 году. Таким образом, замок Бизи вошёл в число «королевских резиденций» Франции.

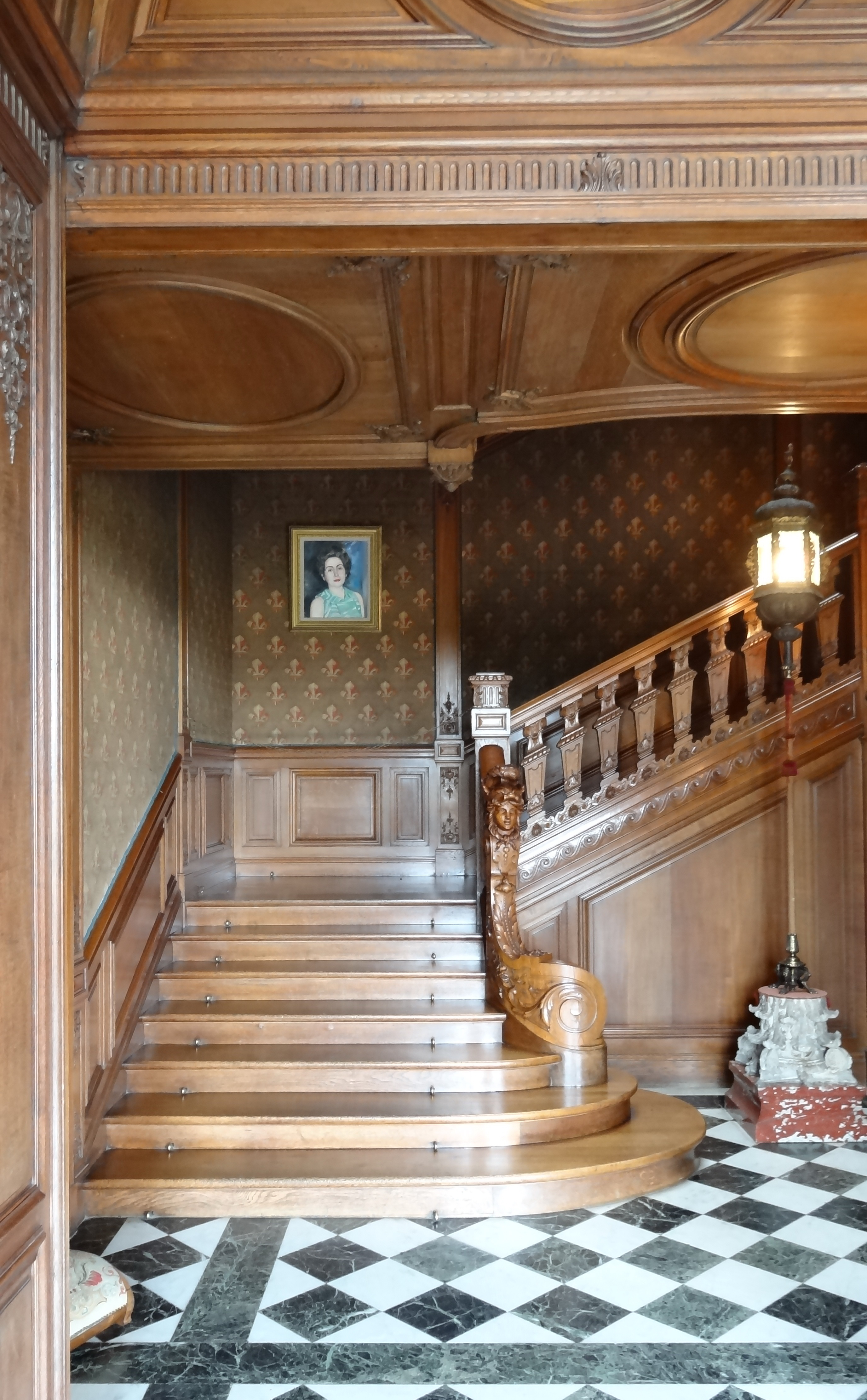
Лестница в частные апартаменты; портрет дочери пятого герцога Альбуферского

В 1858 году все владения Орлеанского дома были конфискованы императором Наполеоном III. Бизи выкупил на публичных торгах протестант Фернан де Шиклер (1839—1909), молодой наследник семьи прусских финансистов. Его сестра Мальвина (1822—1877) была супругой мэра Вернона, Луи-Наполеона Сюше (1813—1877), герцога Албуферского. Шиклер с 1902 года возглавлял Общество истории Франции и был членом-учредителем Общества истории французского протестантизма.
В 1860 году Шиклер поручил архитектору Уильяму Генриху Уайту (1838—1896) перестроить центральную часть жилого корпуса в стиле классицизма с выраженными итальянскими мотивами. В новом проекте ощущалось влияние римского дворца Альбани, а также «объединение стилей Людовика XIV и Людовика XVI, вдохновлённое Малым Трианоном и Компьенским дворцом, а также особняками парижской Вандомской площади».
Этот недооценённый британский архитектор, обосновавшийся в Париже, а затем в Калькутте, был автором нескольких проектов, став в 1878 секретарём Королевского института британских архитекторов.
Главная гостиная жилого корпуса получила комплект деревянных обшивок, которые считаются наиболее ярким образцом перехода от стиля Людовика XIV к стилю Регентства. Эти панели перенесли сюда из замка Берси, владелец которого, маркиз де Николай, распродавал его обстановку и декоративные элементы перед сносом замка в 1861 году.
Шиклер завещал Бизи своему внучатому племяннику Луи-Жозефу Сюше, четвёртому герцогу Альбуферскому, который построил два боковых крыла, полностью окружив курдонёр; в дальнем крыле в наше время живёт одна из шести дочерей пятого герцога Альбуферского.

## Архитектура
Главный жилой корпус был заново выстроен из тёсаного камня в 1860 году. Его плоская кровля огорожена балюстрадой. Выходящий в сад фасад имеет крыльцо с колоннами, а главный фасад имеет крытую галерею на первом этаже и верхние этажи декорированы пилястрами.
Оба крыла, закрывающие парадный двор, были построены в начале XX века. Угловые павильоны построены в XIX веке; их мансардная кровля покрыта шифером. Здание конюшен декорировано люкарнами.
К числу сохранившихся первоначальных построек относятся великолепные конюшни, а также большая часть садов со множеством замысловатых фонтанов, разработанных архитектором Пьером Контаном д’Иври.

## Замок Бизи в кинематографе
В 1994 году архитектура Бизи привлекла режиссёра Ива Анжело, который снял здесь несколько сцен картины «Полковник Шабер», с Жераром Депардьё и Фанни Ардан в главных ролях.

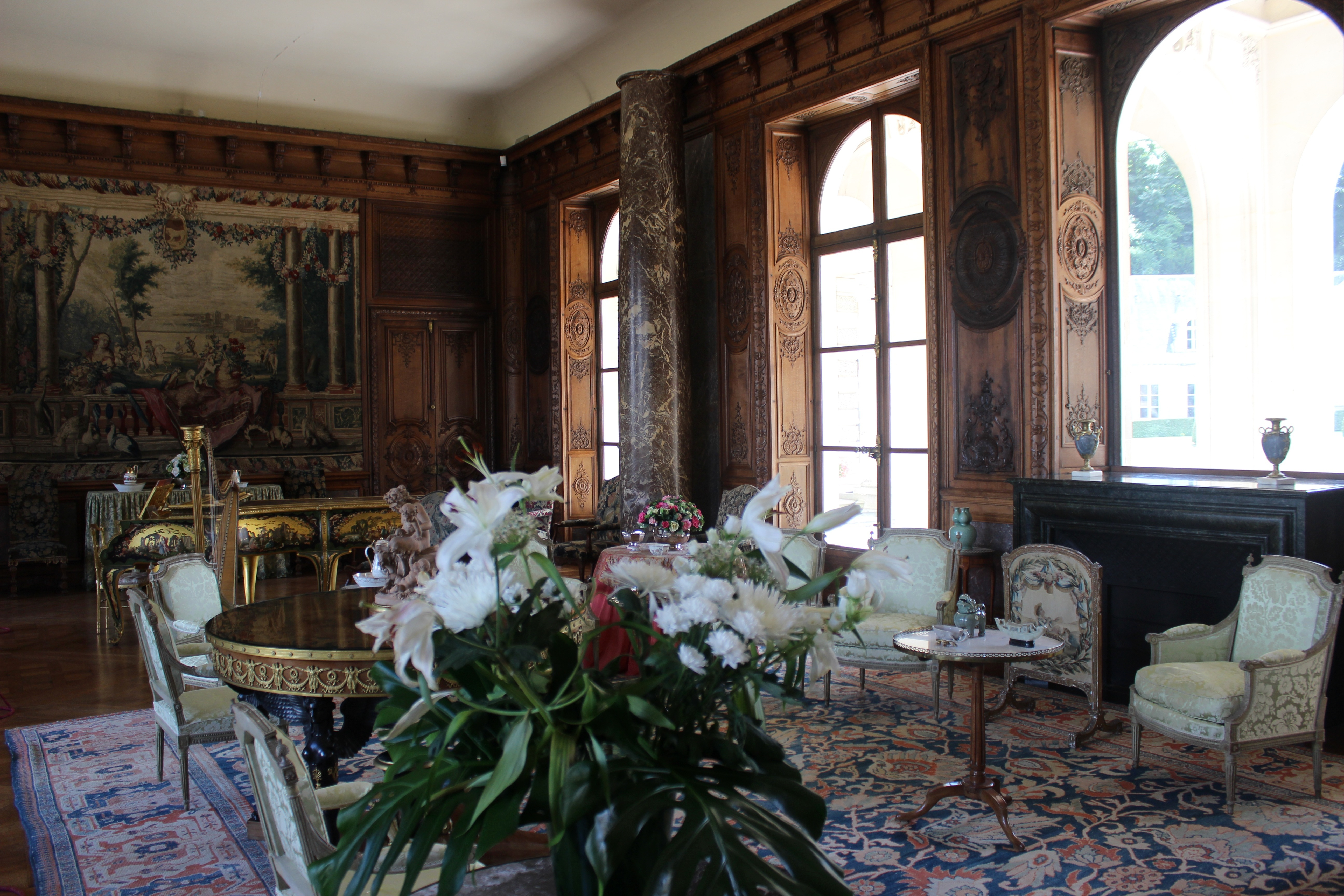
Большая гостиная
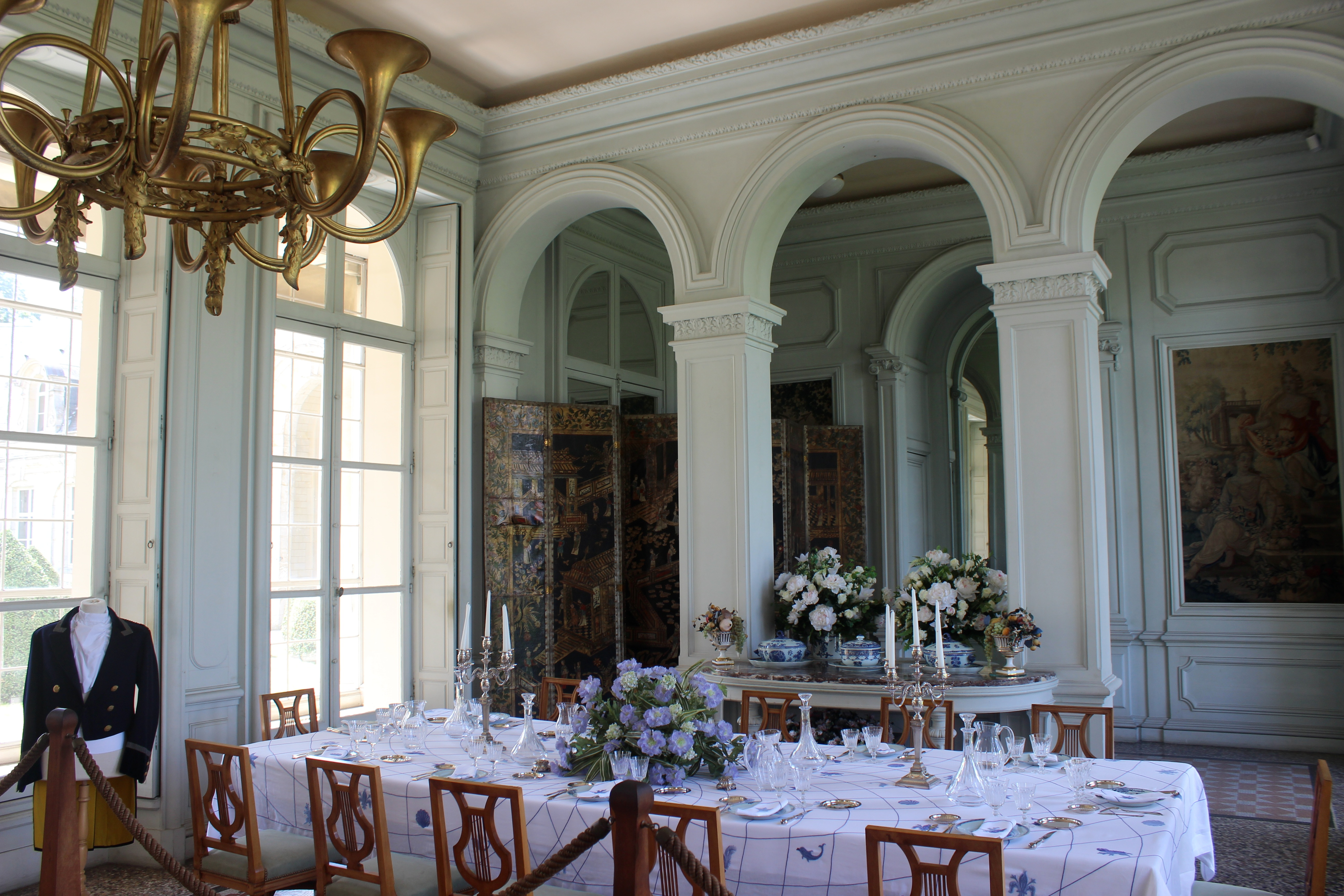
Столовая
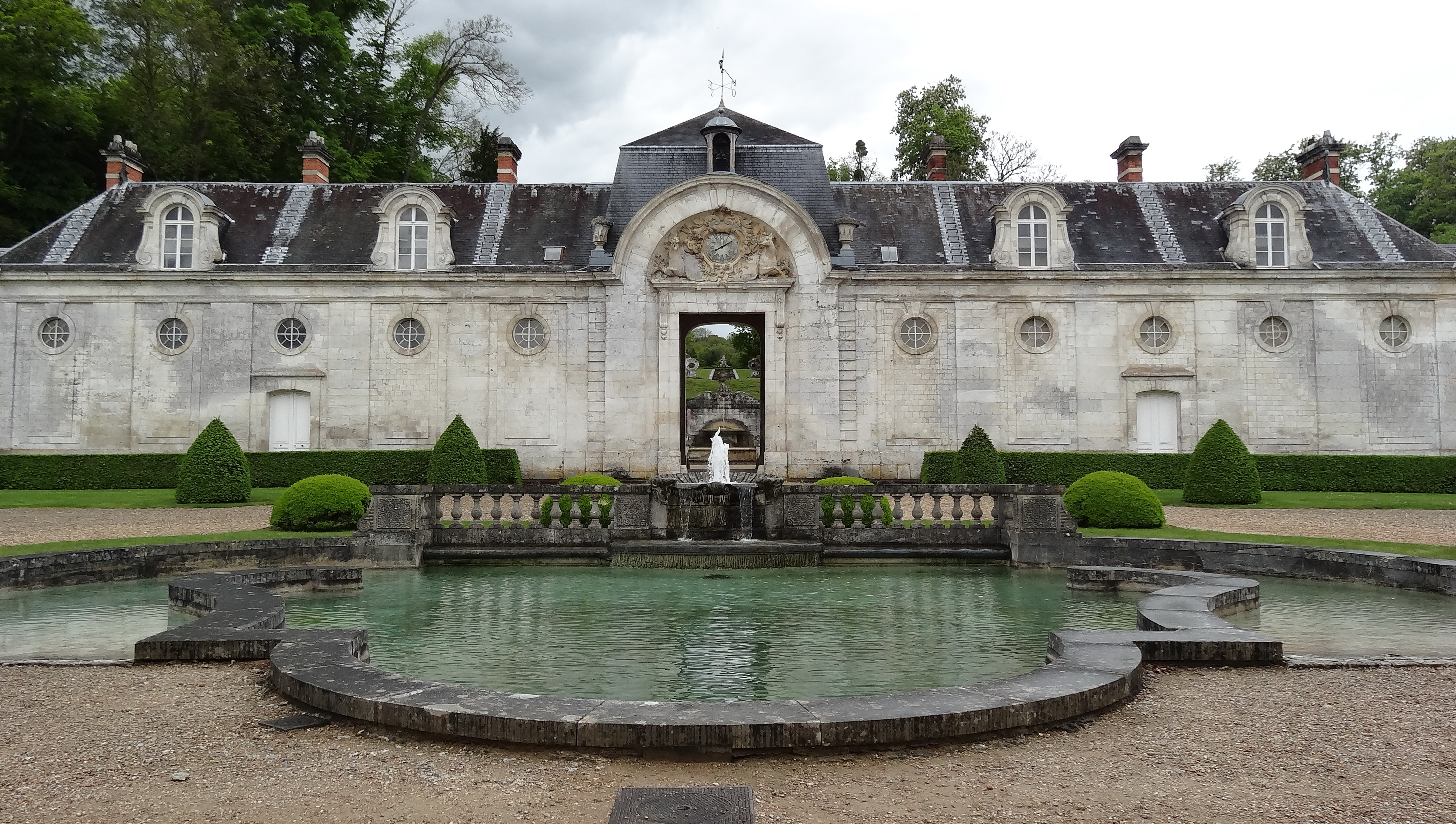
Вид на конюшни (1743 год) и бассейн для мытья лошадей
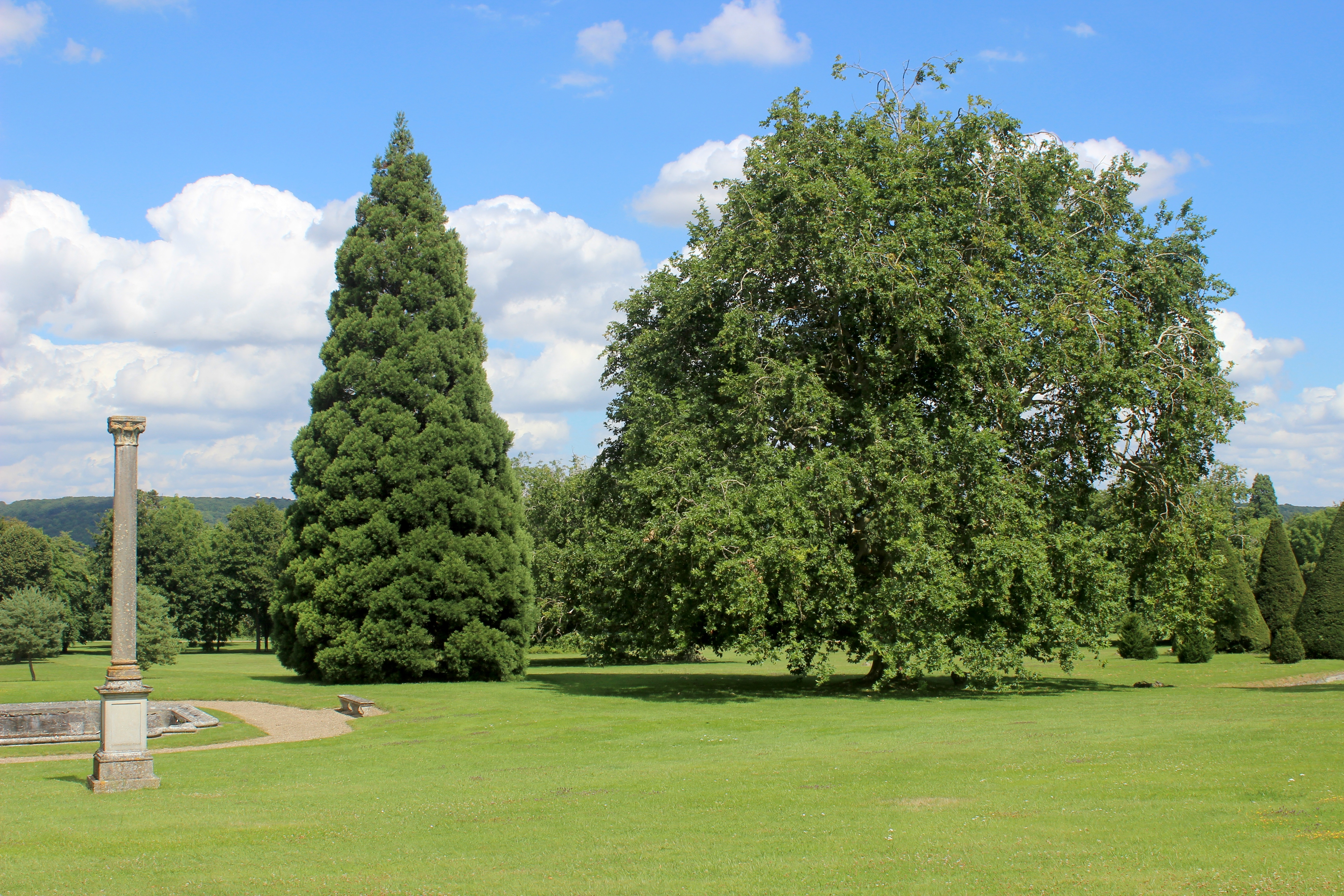
Пейзажный парк